# Slag bij Wakefield
De Slag bij Wakefield was een veldslag van de Rozenoorlogen, een serie van burgeroorlogen tussen het Huis Lancaster en het Huis York om de troon van Engeland. De slag vond plaats op 30 december 1460 nabij het plaatsje Wakefield, in West Yorkshire en was een van de grootste veldslagen van de Rozenoorlogen. Het koninklijk leger werd aangevoerd door koningin Margaretha van Anjou, vrouw van koning Hendrik VI Lancaster. De Lancasters moesten het opnemen tegen de troonpretendent uit het Huis York, Richard van York. De slag eindigde met de dood van Richard en het uiteenslaan van zijn leger.

## Achtergrond
Koning Hendrik VI vertoonde sinds 1450 tekenen van voortschrijdende krankzinnigheid waardoor zijn gezag steeds verder werd ondermijnd. De belangrijkste grondbezitter van Engeland, Richard van York, maakte van zijn afstamming van koning Eduard III gebruik om de macht naar zich toe te trekken. Hij probeerde zichzelf erkend te krijgen als Hendriks erfgenaam in de plaats van Hendriks zoon Eduard. In 1455 braken er openlijke vijandigheden uit tussen de aanhangers van de koning en die van de hertog van York die uiteindelijk uitmondden in de Eerste Slag bij St Albans. Richard van York kwam uit deze veldslag als overwinnaar tevoorschijn en werd benoemd tot regent van de geesteszieke koning.
De tegenstanders van York, die zich rondom Hendriks koningin Margaretha verzamelden, moesten het compromis accepteren. Zij zonnen echter op een mogelijkheid om York een nederlaag toe te brengen. Het koningspaar vertrok uit Londen, waar de kooplui zich tegen de koning hadden gekeerd, naar Coventry, waar de Lancasters veel steun genoten. Hier slaagde Margaretha erin om Hendrik ertoe te bewegen York als regent te ontslaan. De Yorkisten slaagden erin om een koninklijk leger opzij te schuiven in de Slag bij Blore Heath, maar moest het veld ruimen in de Slag bij Ludford Bridge waar zijn leger verraden werd en tegenover een overmacht kwam te staan. York en zijn aanhangers vluchtten naar Ierland en Calais en de politieke ambities van de hertog leken voorbij. In de zomer van 1460 landden de Yorkisten onder leiding van Richard Neville, 16e graaf van Warwick in Sandwich, Kent. Warwick nam Londen in en bracht de Lancasters een verpletterende nederlaag toe in de Slag bij Northampton. Koning Hendrik werd gevangengenomen en Richard maakte aanspraak op de troon. Het parlement wilde de koning nog niet afzetten, maar benoemde Richard in oktober wel tot troonopvolger en gaf hem veel macht.
De aanhangers van de koning zagen de machtsovername door York met lede ogen aan en begonnen zich in het noorden van Engeland te bewapenen. Nadat koningin Margaretha zich bij de Lancasterse legermacht had aangesloten, rukte Richard van York begin december op naar het noorden.

## Slag
Samen met zijn tweede zoon Edmund en zijn bondgenoot Richard Neville, 5e graaf van Salisbury bezette York Sandal Castle, vlak bij Wakefield. Margaretha's aanvoerders; Hendrik Beaufort, 3e hertog van Somerset en Hendrik Percy, 3e graaf van Northumberland rukten op naar het kasteel. In plaats van zich achter de muren van Sandal Castle te verschansen bond York de strijd aan met de Lancasters op het open veld voor het kasteel. Hier werd zijn leger vernietigd en Richard sneuvelde.
Omdat er geen ooggetuigenverslagen zijn over de slag is de oorzaak van de nederlaag onduidelijk. Mogelijk lag de roekeloosheid van de hertog eraan ten grondslag. Ook was een bondgenoot van York, zonder diens medeweten, kort voor de strijd overgelopen naar de koningin en gaf hij Richard een vals gevoel van veiligheid door in de kleuren van het Huis York het slagveld te betreden. Daarna viel hij de Yorkisten aan in plaats van ze te hulp te schieten.

## Nasleep
Ook Salisbury en Richards zoon Edmund waren om het leven gekomen. Net als York werden ze postuum onthoofd en werd hun hoofd tentoongesteld boven de stadspoort van York. Het hoofd van Richard van York werd gekroond met een papieren kroon, vergezeld door de tekst: "Laat York uitkijken over York".
Richards aanspraak op de Engelse troon werd overgenomen door zijn zoon Eduard. Eduard zou zich ontpoppen tot een uitstekend veldheer en hij zou uiteindelijk koning worden. Hierin werd hij gesteund door de zoon van Salisbury, de graaf van Warwick. Deze werd na de dood van zijn vader de belangrijkste grootgrondbezitter van Engeland.